# زیردریایی آمازون
زیردریایی آمازون (به انگلیسی: French submarine Amazone) یک زیردریایی است که طول آن ۶۴٫۴ متر (۲۱۱ فوت) می‌باشد. این زیردریایی  در سال ۱۹۳۱ ساخته شد.